# Mindaugas Lukauskis
Mindaugas Lukauskis (ur. 19 maja 1979 w Poniewieżu) – litewski koszykarz, występujący na pozycji rzucającego obrońcy lub niskiego skrzydłowego, obecnie zawodnik BC Szawle.

## Osiągnięcia
Stan na 3 listopada 2020, na podstawie, o ile nie zaznaczono inaczej.

### Drużynowe
- Mistrz:
  - Pucharu ULEB (2005, 2009)
  - Ligi Batyckiej (2006, 2007, 2009)
  - Litwy (2006, 2009)
- Wicemistrz:
  - Ligi Batyckiej (2005, 2008, 2014)
  - Litwy (2004, 2005, 2007, 2008, 2015, 2017, 2018)
- Brąz ligi litewskiej (2016)
- Zdobywca:
  - pucharu:
    - Litwy (2009, 2014, 2016)
    - Liderów Francji (2010)

  - Superpucharu Francji (2009)
- Finalista Pucharu Litwy (2007, 2008, 2015, 2017, 2018)

### Indywidualne
- MVP pucharu:
  - Liderów Francji (2010)
  - Litwy (2009, 2014)
- Zwycięzca konkursu rzutów za 3 punkty ligi litewskiej (2018)
- Uczestnik meczu gwiazd ligi litewskiej (2008, 2009, 2014)
- Lider:
  - w przechwytach ligi litewskiej (2,82 – 2003, 2,61 – 2009)[4]
  - ligi tureckiej w skuteczności rzutów wolnych (2013)

### Reprezentacja
- Zdobywca Kontynentalnego Pucharu Mistrzów Stankovicia (2005)
- Uczestnik:
  - igrzysk olimpijskich (2008 – 4. miejsce)
  - mistrzostw Europy (2005 – 5. miejsce, 2009 – 11. miejsce)